# Arco de Septimio Severo de Dougga
El Arco de Septimio Severo de Dougga lo conforma actualmente los restos de una estructura que formaban un arco triunfal que estaba dedicado al emperador Septimio Severo (193-211) en el yacimiento arqueológico de Dougga en Túnez en conmemoración de la elevación de la ciudad a municipio. Estaba cerca del Templo de Plutón. Fue construido a principios del siglo III.
Está formado por un arco de cinco metros de abertura sostenido por pies decorados con hornacinas rectangulares poco profundas. Tiene una inscripción dedicada al emperador y a su esposa Julia Domna y otra a los hijos Caracalla y Publio Septimio Geta. Era el punto de salida a la vía de Theveste.